# 库埃耶
库埃耶（法語：Coueilles，法語發音：[kwɛj]）是法国上加龙省的一个市镇，属于圣戈当区。

## 地理
库埃耶（43°20'58"N, 0°53'12"E）面积6.45 平方千米，位于法国奧克西塔尼大區上加龙省，该省份为法国西南部内陆省份，西南端与西班牙接壤，自此顺时针与上比利牛斯省、热尔省、塔恩-加龙省、塔恩省、奥德省和阿列日省接壤。
与库埃耶接壤的市镇（或旧市镇、城区）包括：阿加萨克、卡斯泰尔加亚尔、法巴、利勒昂多东、圣弗拉茹。

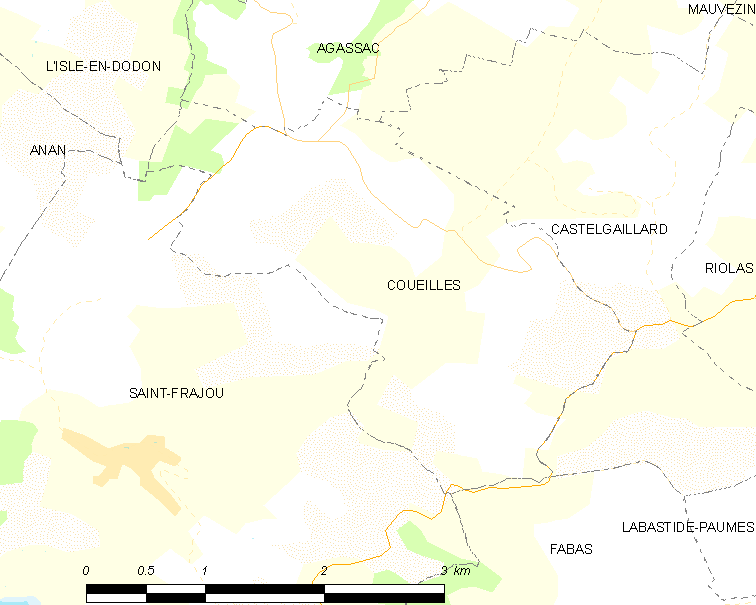
库埃耶的OSM定位图

库埃耶的时区为UTC+01:00、UTC+02:00（夏令时）。

## 行政
库埃耶的邮政编码为31230，INSEE市镇编码为31152。

## 政治
库埃耶所属的省级选区为卡泽尔县。

## 人口

1962-2008年间库埃耶人口变化图示

库埃耶于2022年1月1日时的人口数量为90人。